# Il corpo dell'anima
Il corpo dell'anima è un film del 1999 diretto da Salvatore Piscicelli.

## Trama
Ernesto è uno scrittore sessantaquattrenne, vedovo e riservato, che vive in una bella casa di un elegante quartiere di Roma. L'uomo ha bisogno di una domestica ed assume la giovane Luana, che lavora alle pulizie del condominio. Luana è una persona radicalmente diversa da lui: ragazza di periferia, intraprendente e sessualmente esuberante. Inizialmente Ernesto è restio ai comportamenti provocatori della donna, poi i due si trasformano in amanti. Ernesto diventa possessivo nei confronti della domestica, che viceversa, è sfuggente e alla fine scompare. I due si ritrovano anni dopo per caso; lei è sposata e ha un figlio, lui è malato, ma il ricordo della loro relazione torna a turbare entrambi.

## Riconoscimenti
- Premio del mensile "Duel" per il miglior film italiano del 1999